# Маарду Линнамеэсконд
«Маарду Линнамеэсконд» («Маарду ЛМ», «Городская команда Маарду»; эст. Maardu Linnameeskond) — эстонский футбольный клуб из Маарду. В 2019 году принимал участие в высшем дивизионе Эстонии.

## История
Датой основания клуба считается 1997 год. Преемственности с ранее существовавшими клубами из Маарду — «Фосфорит»/«Маарду»/«Олимпия» (1990—1998) и «Маарду» (1999—2000) — не имеется.
В первые годы своего существования клуб выступал в четвёртой лиге и турнирах более низкого ранга. О выступлениях клуба в системе лиг Эстонского футбольного союза известно с 2006 года, когда команда под названием «Маарду Эстеве» приняла участие в четвёртой лиге. В дальнейшем выступал под названиями ФК «Маарду», «Старбункер», с 2016 года — «Маарду Линнамеэсконд». Победитель третьей лиги (2011), второй лиги (2013), первой лиги «Б» (2015). В 2016 году дебютировал в первой лиге, заняв четвёртое место. В двух следующих сезонах становился победителем первой лиги. После сезона 2017 года клуб добровольно отказался повышаться в классе, но после следующей победы руководство клуба решило испытать силы в высшем дивизионе. Лидером атак клуба в конце 2010-х годов был экс-футболист сборной Эстонии Виталий Гусев, забивший в 2016 году 31 гол (второе место в споре бомбардиров первой лиги), в 2017 году — 38 голов, в 2018 году — 43 гола (лучший бомбардир). Тренировал клуб в этот период другой экс-сборник, Андрей Борисов.
В 2019 году «Маарду» принял участие в турнире высшей лиги, однако стал явным аутсайдером, набрав лишь 17 очков в 36 матчах. В пассиве оказались разгромные поражения 0:12 и 3:8 от «Флоры», 0:8 от «Левадии», в активе — четыре победы за сезон, две над соседом по таблице «Курессааре», по одной над «Таммекой» и таллинским «Калевом».
В 2020 году клуб снова играл в первой лиге, где занял второе место, а в переходных матчах за выход в высший дивизион уступил клубу «Курессааре».

## Стадион
Выступает на Городском стадионе Маарду, вмещающем 1000 зрителей.

## Названия
- «Ветеранид» (1997—1998)
- «Энергия» (2002)
- «Куристику» (2003)
- «Маарду Эстеве» (2006—2009)
- ФК «Маарду» (2010—2012)
- «Старбункер» (2013—2015)
- «Маарду Линнамеэсконд» (2016—н.в.)

## Тренеры
- Валерий Брылин (2011—2013)
- Андрей Борисов (2014—2019)
- Марк Кольк (2019, и. о.)
- Альгимантас Бряунис (2020—2021)

## Достижения
- Победитель первой лиги Эстонии: 2017, 2018, 2021
- Серебряный призёр первой лиги Эстонии: 2020